# Pedro Gonçalves (trener piłkarski)
Pedro Valdemar Soares Gonçalves znany jako Pedro Gonçalves (ur. 7 lutego 1976 w Lizbonie) – portugalski trener piłkarski. Od 2019 jest selekcjonerem reprezentacji Angoli.

## Kariera trenerska
Swoją karierę trenerską Gonçalves rozpoczął w 1996 roku, gdy pełnił funkcję asystenta w Amora FC. W latach 1997–2000 był asystentem w CD Cova da Piedade. W latach 2000–2015 pracował w akademii Sportingu. W 2018 roku został selekcjonerem reprezentacji Angoli U-17 i U-20, a w 2019 dorosłej reprezentacji. W 2024 roku poprowadził ją w Pucharze Narodów Afryki 2023 i dotarł z nią do ćwierćfinału.